# Yezoceryx ferrugineus
Yezoceryx ferrugineus är en stekelart som först beskrevs av Cameron 1899.  Yezoceryx ferrugineus ingår i släktet Yezoceryx och familjen brokparasitsteklar. Inga underarter finns listade i Catalogue of Life.